# Liselotte Honigmann-Zinserling
Liselotte Honigmann-Zinserling, geborene Großmann (* 1930 in Berlin) ist eine deutsche Kunsthistorikerin.
Nach ihrem Abitur studierte Liselotte Großmann von 1948 bis 1953 Kunstgeschichte, Geschichte und Klassische Archäologie an der Humboldt-Universität zu Berlin, wo sie unter anderem bei Fritz Hintze hörte, und an der Universität Jena. Anschließend wurde sie Aspirantin in Jena und promovierte 1957 mit der Arbeit Stifterdarstellungen in der altdeutschen Tafelmalerei. Eine Untersuchung ihrer formalen Gestaltung. 1958 bis 1961 war Zinserling Direktorin des Stadtmuseums Jena und wechselte danach an die Nationalgalerie Berlin, zunächst als Kustodin, später als stellvertretende Direktorin. Hier galt ihre Aufmerksamkeit vor allem der modernen Kunst. 1975 wurde die Kunsthistorikerin als Direktorin an die Kunstsammlungen Weimar berufen und blieb dort bis zu ihrer Pensionierung 1985. Kurzzeitig war sie anschließend noch als Kunsthistorikerin beim staatlichen Kunsthandel beschäftigt. Von 1994 bis 1997 war sie erste Vorsitzende der Sudanarchäologischen Gesellschaft. 
In erster Ehe war Liselotte Großmann mit dem Klassischen Archäologen Gerhard Zinserling verheiratet, in zweiter Ehe mit dem Journalisten Georg Honigmann.

## Schriften
- Henri de Toulouse-Lautrec, Seemann: Leipzig 1964.
- Hans Grundig, Henschel: Berlin 1967.
- Die Buchgemeinde, Wien 1968.